# Замошшя (Кулейська волость)
Замошшя (рос. Замошье) — присілок в Печорському районі Псковської області Російської Федерації.
Населення становить 113 осіб. Входить до складу муніципального утворення Крупська волость.

## Історія
Від 2015 року входить до складу муніципального утворення Крупська волость.

## Населення
| 2001 | 2002 | 2010 |
| ---- | ---- | ---- |
| 109  | →109 | ↗113 |